# La Chapelle-sur-Oudon

La Chapelle-sur-Oudon este o comună în departamentul Maine-et-Loire, Franța. În 2009 avea o populație de 581 de locuitori.